# Rodolfo Salas (actor)
Rodolfo Salas (Maracaibo, 3 de mayo de 1983) es un actor y modelo venezolano.

## Carrera
Comenzó su carrera en su natal Venezuela en 2009 donde participó en proyectos fílmicos y programas de televisión.
En 2014 emigra a los Estados Unidos y posteriormente se une a las filas de Telemundo debutando en la telenovela La fan al lado de Angélica Vale. 
En 2017 se une al elenco de la telenovela Mariposa de barrio en el papel de «Ricky». 
A finales de 2017 es parte del elenco de la telenovela Sangre de mi tierra en el rol de «Christian». Además participa en dos episodios de la serie de antología Milagros de Navidad. 
En 2018 forma parte del equipo de edición de la telenovela Mi familia perfecta protagonizada por Jorge Luis Moreno y Sabrina Seara.
En 2019 interpreta a «Daniel», el antagonista de la historia en Betty en NY un personaje totalmente distinto a lo que había hecho. A mediados del mismo año se une a las filas de Televisa y protagoniza la telenovela Médicos, línea de vida junto a Livia Brito y Daniel Arenas.

## Filmografía

### Televisión
| Año       | Título                 | Personaje                         | Notas |
| --------- | ---------------------- | --------------------------------- | ----- |
| 2024-2025 | Sed de venganza        | Roberto León                      |       |
| 2024      | La mujer de mi vida    | Eduardo Oribe #2                  |       |
| 2023-2024 | Vuelve a mí            | Fausto Meléndez                   |       |
| 2023      | Pacto de silencio      | Omar Santana                      |       |
| 2023-2025 | Perfil falso           | Fernando Castell / Miguel Estévez |       |
| 2019-2020 | Médicos, línea de vida | Arturo Molina                     |       |
| 2019      | Betty en NY            | Daniel Valencia                   |       |
| 2018      | Mi familia perfecta    | Editor                            |       |
| 2017-2018 | Sangre de mi tierra    | Christian                         |       |
| 2017      | Milagros de Navidad    | Officer James / Mr. Johnson       |       |
| 2017      | Mariposa de barrio     | Ricky                             |       |
| 2017      | La fan                 | Óscar                             |       |
| 2010      | Harina de otro costal  | Plutarco "Plutarquito" Fernández  |       |
| 2009      | El sexo sentido        |                                   |       |
| 2009      | ¡Qué clase de amor!    | Leonardo Rodríguez                |       |

### Películas
| Año  | Título         | Personaje               | Notas |
| ---- | -------------- | ----------------------- | ----- |
| 2025 | Doble traición | Cristóbal               |       |
| 2024 | Padres         | Miguel                  |       |
| 2017 | Crisalidas     | Película (protagonista) |       |